# آيت موسى اوحمد (الطورش)
آيت موسى اوحمد هو دُوَّار يقع بجماعة بوشان، إقليم الرحامنة، جهة مراكش آسفي في المملكة المغربية. ينتمي الدوّار لمشيخة الطورش التي تضم 8 دواوير. يقدر عدد سكانه بـ 308 نسمة حسب الإحصاء الرسمي للسكان والسكنى لسنة 2004.

## وصلات خارجية
- البوابة الوطنية للجماعات الترابية
- المندوبية السامية للتخطيط